# Turkmenistan al Festival de la Cançó de Turkvisió
Turkmenistan va ser part de la segona edició de Turkvisió, fent la seva primera aparició (i l'única fins al moment). Turkmenistan va participar només en une de les quatre edicions celebrades fins avui, on va arribar a la cinquena posició gràcies a la Züleyha Kakayeva, cantant d'Honor de Turkmenistan, amb la cançó .

## Participació
| Any  | Seu   | Artista          | Cançó                    | Lloc | Punts |
| ---- | ----- | ---------------- | ------------------------ | ---- | ----- |
| 2014 | Kazan | Züleyha Kakayeva | "Shikga-Shikga bilerzik" | 1/15 | 192   |

## Història

### 2013
Turkmenistan es va anunciar el 2013 com un dels 20 països i regions que van participar en el primer concurs a Turquia, però, el 17 de desembre de 2013 es va anunciar que Turkmenistan ja no participaria juntament amb Rússia, Txuvàixia i Xinjiang.

### 2014
Va fer el seu debut al festival, on va aconseguir la cinquena posició.

### 2015
No va ser la seu de 2015 ni tan sols hi va a participar.

### 2020
No va dir res de la seva particició.

## Festivals organitzats a Turkmenistan
L'edició de 2015 de Turkvisió s'hauria celebrat a Mary, a la província de Mary. Però es va traslladar a Istanbul, Turquia.